# Hook Head SAC
Hook Head SAC este o arie protejată (arie specială de conservare — SAC, sit de importanță comunitară — SCI) din Irlanda întinsă pe o suprafață de 17.006,27 ha, integral pe uscat.

## Localizare
Centrul sitului Hook Head SAC este situat la coordonatele 52°06′11″N 6°52′30″W / 52.103117°N 6.874895°V.

## Înființare
Situl Hook Head SAC a fost declarat sit de importanță comunitară în ianuarie 2002 pentru a proteja 3 specii de animale. Situl a fost protejat și ca arie specială de conservare în noiembrie 2017.

## Biodiversitate
Situată în ecoregiunea atlantică, aria protejată conține 3 habitate naturale: Golfuri mici largi și golfuri puțin adânci, Recifuri, Faleze cu vegetație de pe coastele atlantice și baltice.
La baza desemnării sitului se află mai multe specii protejate de  păsări (3): șoim călător (Falco peregrinus), Pyrrhocorax pyrrhocorax, Uria aalge.
Pe lângă speciile protejate, pe teritoriul sitului au mai fost identificate 1 specie de plante, 1 specie de păsări, 11 specii de nevertebrate.